# Strohkranz
Ein Strohkranz ist ein Symbol und Kennzeichen mit unterschiedlichem Begriffsinhalt und seine unterschiedliche Verwendung gehörte früher auch zum überlieferten Brauchtum.

## Namensherkunft
Stroh ist ein Sammelbegriff für ausgedroschene und trockene Halme und Blätter von Pflanzen. Kranz entstammt dem althochdeutschen krenzen (umwinden) und dem mittelhochdeutschen Kranz, dessen Herkunft jedoch ungewiss ist.

## Wappen und Zeichen

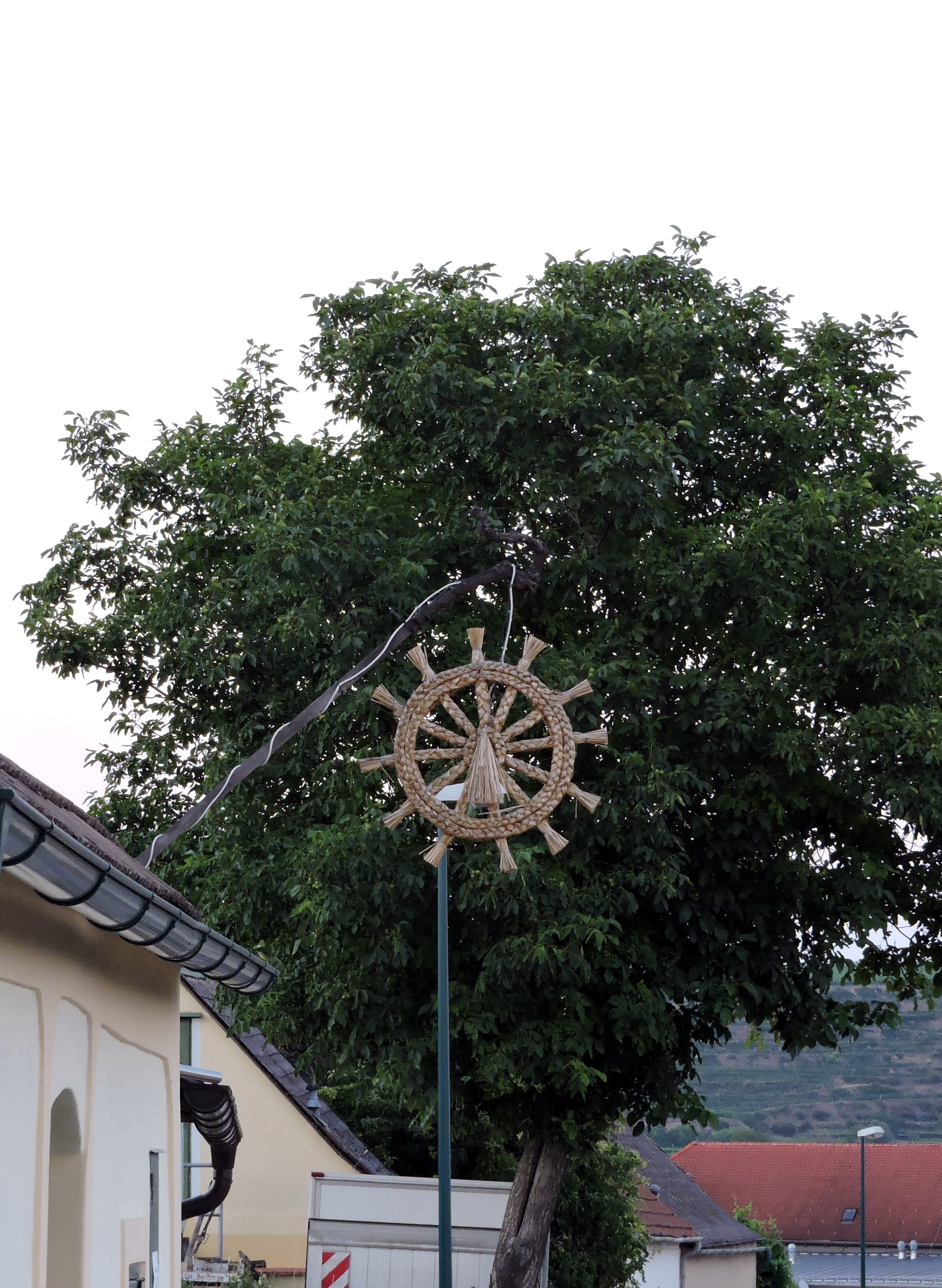
Regionales Buschenschankzeichen in Form eines Strohkranzes in Niederösterreich (Krems an der Donau).

Kornähre und Strohkranz symbolisieren die Fruchtbarkeit des Bodens (siehe z. B. das Wappen von Großwilfersdorf oder von Kornberg bei Riegersburg). In Teilen von Niederösterreich ist das Buschenschankzeichen ein geflochtener Strohkranz, während dieses Zeichen in Wien aus einem Föhren-, Tannen- oder Fichtenbuschen besteht.

## Brauchtum

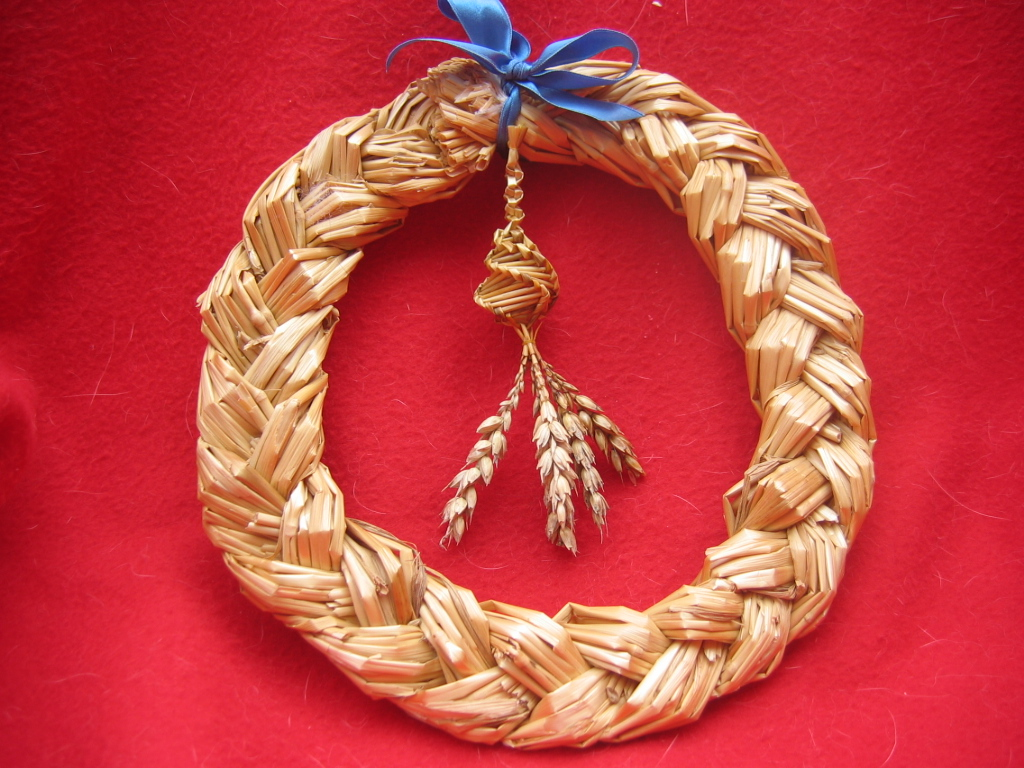
Strohkranz als Erntesymbol.

In der Landwirtschaft war das Aufsetzen von Stroh- und Lorbeerkranz in der Erntezeit bekannt. An manchen Orten sei die Pfingstbraut nicht mit Blumen, sondern mit einem Strohkranz oder mit einem Neßelkranz aufgeputzt worden. Wieder an anderen Orten geschah dies der Pfingstkuh oder dem Pfingstochsen.
Ein Strohkranz wurde auch im Rahmen einer Scherzprozession von Junggesellen und Jungfern der Braut nach der Hochzeitsnacht überreicht bzw. zu überreichen und aufzusetzen versucht, den diese aber ablehnte. Dieser Strohkranz sei weniger mit Stroh als mit vielerlei bunten Bändern, Wachs-Kinderfiguren, Geräten der Wochenstube etc. versehen gewesen. Der Strohkranz symbolisierte dabei die in der Hochzeitsnacht erfolgte Entjungferung. Danach erhielt die nunmehrige Ehefrau die Haube (unter die Haube kommen), die früher ehrbare Frauen zu tragen hatten.
In der Küche wurden (geteerte) Strohkränze (Strohringe) als Untersetzer für bauchige Kessel, Schüsseln etc. verwendet. Ebenso in der Bain-Marie in Verwendung.

## Strafe

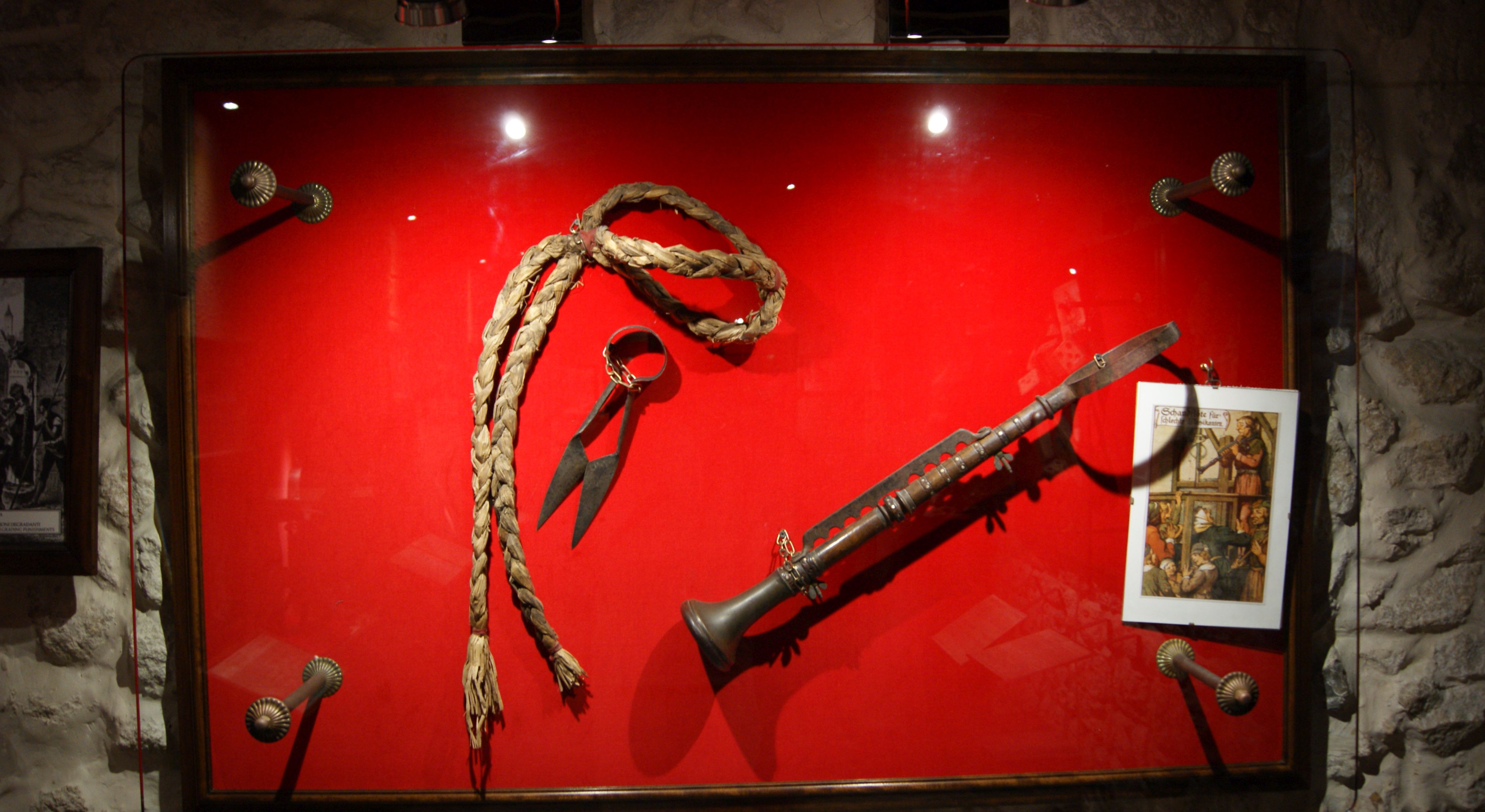
Strohkranz/Strohzopf als Symbol der Schande für Frauen, die uneheliche Kinder geboren hatten. Exponat im Foltermuseum von San Marino. Diese als "Schandweiber" bezeichneten Frauen wurden kahl geschoren und gezwungen, an Festtagen vor dem Hauptportal der Kirche den Strohkranz/Strohzopf zu tragen.

Der Strohkranz symbolisierte den Verlust der Jungfräulichkeit im Besonderen und später der Ehre im Allgemeinen und er ist als ein solches Symbol erstmals im 13. Jahrhundert in Quellen in Deutschland, Frankreich und England belegt.
Ehedem mußten geschwächte Weibespersonen am Tage ihrer Hochzeit anstatt des Brautkranzes zum Zeichen ihrer verlornen Ehre mit einem Strohkranze erscheinen, welcher Gebrauch in einigen Gegenden noch üblich ist, da denn eine solche Hochzeit eine Strohhochzeit genannt wird. Dieser Gebrauch ist alt, und kommt auch in Frankreich schon im 13ten Jahrhunderte vor, wo man sich statt eines Strohkranzes auch wohl eines Kranzes von Binsen zu bedienen pflegte. Auf etwas ähnliches zielet auch Richard Bischof von Salisbury, wenn er in einer Verordnung von 1217 bey dem Du Fresne v. Annulus, sagt: Nec quisquam annulum de iunco, vel quacumque vili materia, vel pretiosa, iocando manibus innectat muliercularum, vt liberius cum eis fornicetur; ne dum iocari se putat, honoribus matrimonialibus se astringat. Der Strohkranz wird an manchen Orten liederlichen Weibesbildern bey ihrer Verzweiflung zum Zeichen der Schande aufgesetzt. Nach Adelung ist auch die Bezeichnung Strohwitwer bzw. Strohwitwe eine Anspielung auf den Strohkranz als Symbol der Schande bzw. Strafe.
```
Du scholt kainn kranz mer auf tragen,
wan du bist kain junkfrau nit.
waistu wol, heur im haberschnit
das der Hainrich pei dir lag
und der lieb mit dir pflag?
In der wisen, do du scholst grasen,
[
12
]

Da lag er pei dir auf cim grünn wasen
In der Stauden pei dem zäun, daft sah ich eben;
und wilt dich dennoch für ain junkfrau hin geben
und laichst die leut mit den krenzen?
[
13
]
[
14
]
```

Diese Frauen bzw. gefallene Mädchen wurden auch als Strohbraut (mhd. strôbrût) bezeichnet, weil sie bei der Trauung statt des üblichen Myrtenkranzes (Brautkranz) nur den Strohkranz tragen durfte. Unter dem Adamsportal des Bamberger Doms befindet sich noch ein unbehauener Stein, auf dem Ehebrecherinnen Kirchenbuße tun mussten. Dabei mussten sie in Trauerkleidern mit brennender Kerze in der Hand und einem Strohkranz auf dem Kopf sich von den Kirchgängern mit faulen Äpfeln bewerfen lassen. Dies war kein Einzelfall der Ausgrenzung und Diskriminierung. In Fürstenbergischen Orten an der Donau musste jedes "gefallene" Mädchen an drei Sonntagen nacheinander mit einem Strohkranz um den Arm vor der Kirchentüre stehen; alle Kirchenleute gingen an ihr vorbei. Ihr Verführer stand ihr gegenüber, wenn er aus gleichem Orte war, mit einem Strohkranz um das Knie.
In weiterer Folge wurde der Strohkranz auch immer verbreiterter ein Zeichen des Verspottens und der Verachtung sowie der Ausgrenzung. Teilweise wurde "zügellosen" Prostituierten (nicht den Freiern) als Strafe auf dem Rücken große Flederwische ausgesteckt und mussten diese Strohkränze auf dem Kopf tragen, wenn sie des Landes verwiesen wurden.
Im Mittelalter und der Neuzeit war dabei das Anlegen des Strohkranz (wie z. B. das An-den-Pranger-Stellen, das Umlegen der Halsgeige oder Lastersteines oder der Staupenschlag) nur dann besonders ehrabschneidend, wenn dies vom Scharfrichter durchgeführt wurde. Ansonsten konnte dies auch vom Gerichtsdiener oder Weibel ausgeführt werden.

## Aberglauben
In Westfalen zeigte der Strohkranz Unglück an. Als Orakelpflanze soll Efeu am 24. Februar (Namenstag Matthias) verwendet worden sein, wobei nachts die Mädchen bei Fackelschein tanzten und Efeu- und Strohkränze ins Wasser warfen. Hinter ihrem Rücken mussten sie versuchen, einen Kranz zu fassen. Das Ergreifen eines Efeukranzes bedeutete Glück in der Liebe, es sollte noch in demselben Jahr Hochzeit sein, das Ergreifen eines Strohkranzes hingegen Unglück.
Siehe auch: Menhir von Kaltenwestheim.

## Zitate
- ...eine jungfrau oder magd, die noch in haren und im kranze gehet und keine fraw worden ist. Martin Luther 8, 129ᵃ;
- ...verliert ein mägdlein iren kranz, den findt sie nie mer wider. Ludwig Uhland, Volkslieder, 67[20];
- ...nahm er dir nicht deinen kranz, aller jungfern ehr und glanz? Georg Greflinger, Seladons Weltliche Lieder, 77[21].